# Coalición Republicana
La Coalición Republicana, anteriormente llamada Coalición Multicolor, es una coalición política electoral uruguaya de centroderechaque surgió como una alianza informal para participar en las elecciones presidenciales de 2019. Es liderada por el expresidente Luis Lacalle Pou e integrada por el Partido Nacional (PN), el Partido Colorado (PC), el Partido Independiente (PI) y el Partido Constitucional Ambientalista (PCA).
La coalición compitió en la segunda vuelta de las elecciones presidenciales uruguayas de 2019 con la fórmula Luis Lacalle Pou—Beatriz Argimón para presidente y vicepresidenta respectivamente, la cual obtuvo la victoria frente a la fórmula Daniel Martínez—Graciela Villar, del entonces oficialista Frente Amplio (FA). Gobernó el país desde el 1 de marzo de 2020, hasta el 1 de marzo de 2025, cuando tuvo lugar la asunción de Yamandú Orsi.

## Historia

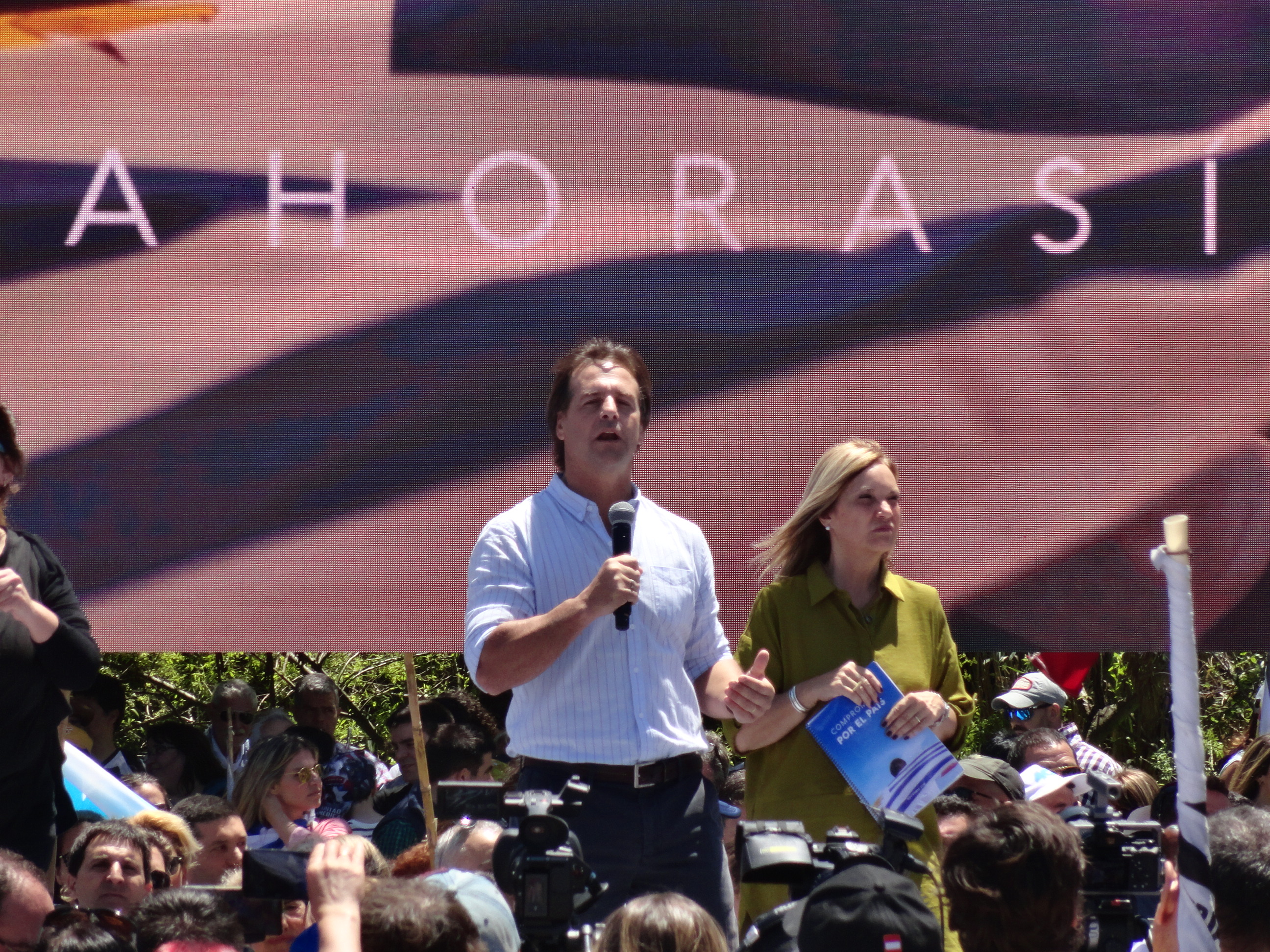
Luis Lacalle Pou junto a su compañera de fórmula, Beatriz Argimón, en un acto de campaña de la Coalición Multicolor realizado en Montevideo.

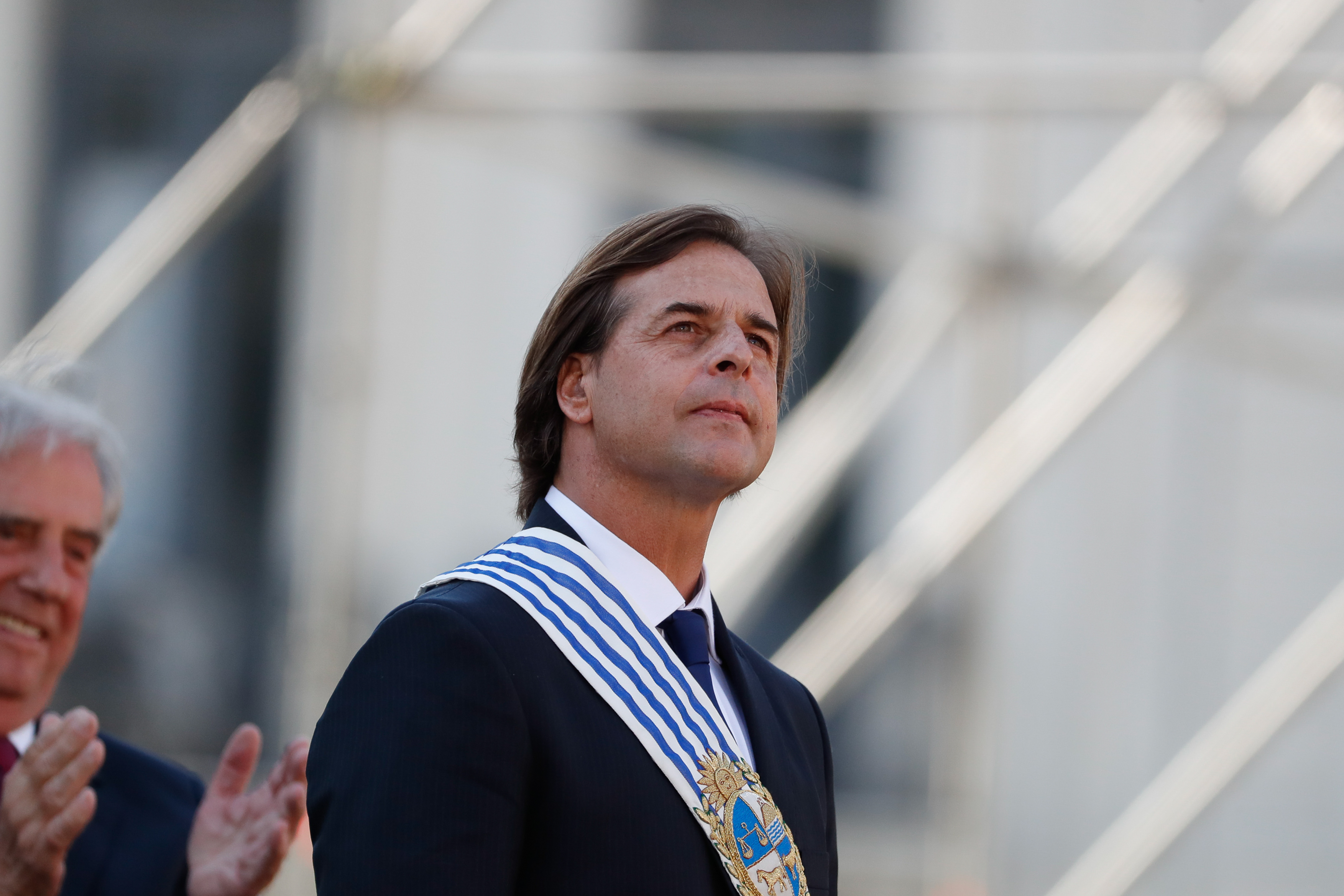
Lacalle Pou en su asunción como presidente de Uruguay, en marzo de 2020.

El expresidente colorado Julio María Sanguinetti fue uno de los primeros en expresarse públicamente, en mayo de 2019, a favor de la formación de una coalición política para competir con el entonces oficialista Frente Amplio (FA) en las elecciones generales, que en su opinión debía incluir a los partidos Colorado (PC), Nacional (PN) e Independiente (PI). Posteriormente a las elecciones internas celebradas el 30 de junio de 2019, esta idea comenzó a ser discutida entre los líderes de los partidos políticos opositores. Las encuestas de intención de voto para las elecciones generales coincidían en que ningún partido político alcanzaría la mayoría absoluta necesaria para ganar en la primera vuelta, a celebrarse en octubre.
Existieron discrepancias respecto a cómo debía integrarse la coalición, influenciadas en gran medida por la irrupción de Cabildo Abierto (CA), una nueva fuerza política de derecha vinculada a la esfera militar que obtuvo un importante apoyo electoral en las internas. Ernesto Talvi, entonces candidato presidencial por el PC, resaltó desde un inicio la importancia de acordar con el PN y el PI, pero mostró cautela en relación con la participación de CA e incluso planteó tener importantes diferencias ideológicas con su líder, el general retirado Guido Manini Ríos. En términos similares se expresó el senador y entonces candidato presidencial por el PI, Pablo Mieres, quien incluso afirmó que no formaría parte de ningún acuerdo con el exmilitar. Por su parte, Manini manifestó por entonces no tener interés en ser parte de una coalición, destacando el carácter independiente de su partido.
A principios de septiembre de 2019, el entonces candidato por el PN, Luis Lacalle Pou, expresó ante empresarios argentinos que en Uruguay se estaba gestando una alternancia en el poder en la que tendría que existir un acuerdo entre "cuatro o cinco partidos de oposición", al que posteriormente se refirió como "coalición multicolor".
En la misma noche de la primera vuelta de las elecciones generales, el 27 de octubre, tras conocerse las proyecciones de resultados, Talvi, Manini y Edgardo Novick (candidato presidencial por el Partido de la Gente, PG) llamaron a sus seguidores a votar por Lacalle Pou en la segunda vuelta. Mieres, por su parte, afirmó que de lograrse ciertos acuerdos su partido se expresaría en el mismo sentido, lo cual se oficializó unos días después. En su discurso de esa noche, Lacalle Pou reiteró su voluntad de acordar con los otros cuatro líderes opositores y afirmó que "el gobierno que viene no es del Partido Nacional, es un gobierno multicolor encabezado por el Partido Nacional".
El 5 de noviembre se presentó el «Compromiso por el País», un documento base de acuerdo programático entre los diferentes partidos que integran la Coalición Multicolor. El acuerdo, definido por Lacalle Pou como "una síntesis de lo mejor de cada programa", fue criticado por el candidato a presidente por el FA, Daniel Martínez, quien lo consideró un conjunto de intereses y voluntades con "muy poco sustento". Martínez destacó también que el compromiso dejó por fuera varias propuestas importantes planteadas en los programas de los partidos políticos firmantes, lo cual en su opinión generaba incertidumbre respecto a si se llevarían adelante o no en un eventual triunfo opositor.
La ausencia de una fotografía conjunta de los líderes para celebrar la firma del acuerdo programático fue motivo de polémica. Según Sanguinetti, esto se debió a que Mieres no deseaba ser fotografiado junto con Manini por diferencias ideológicas, lo cual fue luego confirmado por el líder independiente. Pese a esto, el 10 de noviembre se realizó un acto conjunto de la Coalición Multicolor en Montevideo, donde Talvi, Manini y Mieres (Novick se encontraba fuera del país) subieron al escenario junto con Lacalle Pou y Beatriz Argimón, posando frente a las cámaras presentes.
El 24 de noviembre se realizó la segunda vuelta electoral, en la que Lacalle Pou resultó victorioso frente a Daniel Martínez (50.79% a 49.21%, respectivamente). El resultado ajustado, sorpresivo respecto a lo que marcaban las encuestas de intención de voto, impidió conocer oficialmente al ganador en la misma noche de la elección, ya que la diferencia que resultó del escrutinio primario fue menor a la cantidad de votos observados.
Lacalle Pou asumió como presidente de Uruguay el 1 de marzo de 2020, siendo el político más joven en asumir el cargo desde al retorno a la democracia en 1985. El gabinete de ministros de Lacalle Pou estuvo conformado por personalidades de todos los partidos integrantes de la coalición.
A mediados de 2024, la alianza se materializó bajo el lema propio «Coalición Republicana» en los departamentos de Montevideo, Canelones y Salto, y compitió en las elecciones internas superando el umbral requerido, a fin de que los partidos integrantes pudieran comparecer en forma conjunta en dichos departamentos en las elecciones departamentales y municipales de 2025 y disputar las intendencias al Frente Amplio.
Sin embargo, en noviembre de 2024 y tras la derrota en las elecciones nacionales, el líder de Cabildo Abierto Manini Ríos expresó que ya “no tiene sentido una coalición que actúe para oponerse”

## Partidos integrantes
La Coalición Republicana actualmente está integrada por los siguientes partidos políticos:
| Partido | Partido                              | Posición                        | Ideología               | Líder             |
| ------- | ------------------------------------ | ------------------------------- | ----------------------- | ----------------- |
|         | Partido Nacional                     | Centroderecha a derecha         | Liberalismo conservador | Luis Lacalle Pou  |
|         | Partido Colorado                     | Centroizquierda a centroderecha | Socioliberalismo        | Andrés Ojeda      |
|         | Cabildo Abierto                      | Extrema derecha                 | Nacionalismo            | Guido Manini Ríos |
|         | Partido Constitucional Ambientalista | Tercera Vía                     | Constitucionalismo      | Eduardo Lust      |
|         | Partido Independiente                | Centroizquierda a centro        | Socialdemocracia        | Pablo Mieres      |

## Resultados electorales

### Elecciones nacionales
En la primera vuelta electoral celebrada el 27 de octubre, la suma de los votos de los partidos que posteriormente integrarían la coalición fue de 1 315 258, correspondiente a un 56.09% de los votos válidos, si bien el Partido Nacional de Lacalle Pou recibió solo 696 452 votos (29.07% de los votos válidos). En la segunda vuelta celebrada el 24 de noviembre, la fórmula Lacalle Pou-Beatriz Argimón recibió 1 189 313 votos, en este caso correspondiente a un 50.79% de los votos válidos, superando a la fórmula Daniel Martínez-Graciela Villar (49.21%) en todos los departamentos del país excepto por Montevideo y Canelones. La mayor "pérdida" de votos de la Coalición Multicolor entre la primera y la segunda vuelta se dio en el departamento de Rivera (10.34%), seguido por Salto (9.25%) y Durazno (8.81%).
|  | 29.70% |

|  | 50.79% |

|  | 28.20% |

|  | 48,00% |

### Elecciones parlamentarias

#### Cámara de Representantes
| Año  | Votos | % | Bancas | Posición       | Presidencia                         | Nota |
| ---- | ----- | - | ------ | -------------- | ----------------------------------- | --- |
| 2019 |       |   | 56/99  | Mayoría        | Luis Lacalle Pou (Partido Nacional) | Las elecciones parlamentarias son simultáneas a la primera vuelta de las presidenciales; no estaba conformada la coalición (resultado es suma de los integrantes). |
| 2024 |       |   | 49/99  | Mayoría simple | Yamandú Orsi (Frente Amplio)        | Las elecciones parlamentarias son simultáneas a la primera vuelta de las presidenciales; (resultado es suma de los integrantes).                                   |

#### Senado
| Año  | Votos | % | Bancas | Posición | Presidencia                         | Nota |
| ---- | ----- | - | ------ | -------- | ----------------------------------- | --- |
| 2019 |       |   | 17/30  | Mayoría  | Luis Lacalle Pou (Partido Nacional) | Las elecciones parlamentarias son simultáneas a la primera vuelta de las presidenciales; no estaba conformada la coalición (resultado es suma de los integrantes). |
| 2024 |       |   | 14/30  | Minoría  | Yamandú Orsi (Frente Amplio)        | Las elecciones parlamentarias son simultáneas a la primera vuelta de las presidenciales; (resultado es suma de los integrantes).                                   |

### Elecciones departamentales
| Montevideo             | Montevideo             | Montevideo             | Montevideo             |       |               |
| Candidato              | Candidato              | Candidato              | Partido/Coalición      | Votos | Porcentaje    |
| ---------------------- | ---------------------- | ---------------------- | ---------------------- | ----- | ------------- |
| Laura Raffo            |                        | Laura Raffo            | Coalición Multicolor   | —     | \| \| 40 % \| |
| Total de votos válidos | Total de votos válidos | Total de votos válidos | Total de votos válidos |       | —             |
|                        | 40 %                   |                        |                        |       |               |

## Composición de la Legislatura 2020-2025
Los escaños de la Cámara de Representantes y la Cámara de Senadores para el periodo 2020-2025 se definieron en las elecciones generales de octubre, cuando la coalición aún no estaba conformada, por lo que las bancas están conformadas por los distintos partidos miembros de la coalición de acuerdo a su desempeño en la primera vuelta. 
| Partido | Partido               | Posición                        | Presidente              | Bancas 2020-2025 | Bancas 2020-2025 |
| Partido | Partido               | Posición                        | Presidente              | Representantes   | Senadores        |
| ------- | --------------------- | ------------------------------- | ----------------------- | ---------------- | ---------------- |
|         | Partido Nacional      | Centroderecha a derecha         | Macarena Rubio          | 30/99            | 10/30            |
|         | Partido Colorado      | Centroizquierda a centroderecha | Julio María Sanguinetti | 13/99            | 4/30             |
|         | Cabildo Abierto       | Extrema derecha                 | Guillermo Domenech      | 11/99            | 3/30             |
|         | Partido de la Gente   | Derecha                         | Daniel Peña             | 1/99             | 0/30             |
|         | Partido Independiente | Centroizquierda a centro        | Pablo Mieres            | 1/99             | 0/30             |

## Gabinete designado para el período 2020-2025
Tras varios días de negociación con sus socios de la coalición, Lacalle Pou presentó su gabinete de gobierno el 16 de noviembre de 2019. El mismo cuenta con integrantes de todos los partidos que conforman la coalición, excepto del Partido de la Gente, y ha ido sufriendo modificaciones desde el inicio de la gestión.
| Cartera                                           | Cargo                   | Titular                    | Partido | Partido               |
| ------------------------------------------------- | ----------------------- | -------------------------- | ------- | --------------------- |
| Secretaría de Presidencia                         | Secretario              | Rodrigo Ferrés             |         | Partido Nacional      |
| Secretaría de Presidencia                         | Prosecretaria           | Mariana Cabrera            |         | Partido Nacional      |
| Ministerio de Defensa Nacional                    | Ministro                | Armando Castaingdebat      |         | Partido Nacional      |
| Ministerio de Defensa Nacional                    | Subsecretario           | Gral. Marcelo Montaner     |         | Cabildo Abierto       |
| Ministerio de Defensa Nacional                    | Director de Secretaría  | Fabián Martínez            |         | Partido Nacional      |
| Ministerio de Desarrollo Social                   | Ministro                | Alejandro Sciarra          |         | Partido Nacional      |
| Ministerio de Desarrollo Social                   | Subsecretaria           | Andrea Brugman             |         | Partido Nacional      |
| Ministerio de Desarrollo Social                   | Directora de Secretaría | Karina Goday               |         | Partido Nacional      |
| Ministerio de Economía y Finanzas                 | Ministra                | Azucena Arbeleche          |         | Partido Nacional      |
| Ministerio de Economía y Finanzas                 | Subsecretario           | Alejandro Irastorza        |         | Partido Nacional      |
| Ministerio de Economía y Finanzas                 | Director de Secretaría  | Mauricio Di Lorenzo        |         | Partido Nacional      |
| Ministerio de Educación y Cultura                 | Ministro                | Pablo da Silveira          |         | Partido Nacional      |
| Ministerio de Educación y Cultura                 | Subsecretaria           | Ana Ribeiro                |         | Partido Nacional      |
| Ministerio de Educación y Cultura                 | Director de Secretaría  | Gastón Gianero             |         | Partido Nacional      |
| Ministerio de Ganadería, Agricultura y Pesca      | Ministro                | Fernando Mattos            |         | Partido Colorado      |
| Ministerio de Ganadería, Agricultura y Pesca      | Subsecretario           | Ignacio Buffa              |         | Partido Nacional      |
| Ministerio de Ganadería, Agricultura y Pesca      | Directora de Secretaría | María Fernanda Maldonado   |         | Partido Nacional      |
| Ministerio de Industria, Energía y Minería        | Ministra                | Elisa Facio                |         | Partido Nacional      |
| Ministerio de Industria, Energía y Minería        | Subsecretario           | Walter Verri               |         | Partido Colorado      |
| Ministerio de Industria, Energía y Minería        | Directora de Secretaría | Natalia Jul Gómez          |         | Partido Nacional      |
| Ministerio del Interior                           | Ministro                | Nicolás Martinelli         |         | Partido Nacional      |
| Ministerio del Interior                           | Subsecretario           | Pablo Abdala               |         | Partido Colorado      |
| Ministerio del Interior                           | Directora de Secretaría | María José Oviedo          |         | Partido Nacional      |
| Ministerio de Relaciones Exteriores               | Ministro                | Omar Paganini              |         | Partido Nacional      |
| Ministerio de Relaciones Exteriores               | Subsecretario           | Nicolás Albertoni          |         | Partido Colorado      |
| Ministerio de Relaciones Exteriores               | Director de Secretaría  | Diego Escuder              |         | Partido Nacional      |
| Ministerio de Salud Pública                       | Ministra                | Karina Rando               |         | Cabildo Abierto       |
| Ministerio de Salud Pública                       | Subsecretario           | José Luis Satdjian         |         | Partido Nacional      |
| Ministerio de Salud Pública                       | Director de Secretaría  | Carlos Benítez Preve       |         | Cabildo Abierto       |
| Ministerio de Trabajo y Seguridad Social          | Ministro                | Mario Arizti               |         | Partido Nacional      |
| Ministerio de Trabajo y Seguridad Social          | Subsecretario           | Daniel Pérez               |         | Partido Independiente |
| Ministerio de Trabajo y Seguridad Social          | Directora de Secretaría | Valentina Arlegui          |         | Partido Nacional      |
| Ministerio de Transporte y Obras Públicas         | Ministro                | José Luis Falero           |         | Partido Nacional      |
| Ministerio de Transporte y Obras Públicas         | Subsecretario           | Juan José Olaizola         |         | Partido Nacional      |
| Ministerio de Transporte y Obras Públicas         | Director de Secretaría  | Carlos Scirgalea Poppa     |         | Partido Nacional      |
| Ministerio de Turismo                             | Ministro                | Eduardo Sanguinetti        |         | Partido Colorado      |
| Ministerio de Turismo                             | Subsecretario           | Remo Monzeglio             |         | Partido Nacional      |
| Ministerio de Turismo                             | Director de Secretaría  | Ignacio Curbelo            |         | Cabildo Abierto       |
| Ministerio de Vivienda y Ordenamiento Territorial | Ministra/o              | Raúl Lozano                |         | Cabildo Abierto       |
| Ministerio de Vivienda y Ordenamiento Territorial | Subsecretario           | Tabaré Hackenbruch Legnani |         | Partido Colorado      |
| Ministerio de Vivienda y Ordenamiento Territorial | Director de Secretaría  | Norbertino Suárez          |         | Cabildo Abierto       |
| Ministerio de Ambiente                            | Ministro                | Robert Bouvier             |         | Partido Colorado      |
| Ministerio de Ambiente                            | Subsecretario           | Gerardo Amarilla           |         | Partido Nacional      |
| Ministerio de Ambiente                            | Director de Secretaría  | Diego Iglesias             |         | Partido Colorado      |
| Oficina de Planeamiento y Presupuesto             | Director                | Fernando Blanco            |         | Partido Colorado      |
| Oficina de Planeamiento y Presupuesto             | Subdirector             | Benjamín Irazábal          |         | Partido Nacional      |

## Composición de la Legislatura 2025-2030
| Partido | Partido                              | Posición                        | Presidente        | Bancas 2025-2030 | Bancas 2025-2030 |
| Partido | Partido                              | Posición                        | Presidente        | Representantes   | Senadores        |
| ------- | ------------------------------------ | ------------------------------- | ----------------- | ---------------- | ---------------- |
|         | Partido Nacional                     | Centroderecha a derecha         | Macarena Rubio    | 29/99            | 9/30             |
|         | Partido Colorado                     | Centroizquierda a centroderecha | Andrés Ojeda      | 17/99            | 5/30             |
|         | Cabildo Abierto                      | Extrema derecha                 | Raúl Lozano Bonet | 2/99             | 0/30             |
|         | Partido Constitucional Ambientalista | Derecha                         | Eduardo Lust      | 0/99             | 0/30             |
|         | Partido Independiente                | Centroizquierda a centro        | Pablo Mieres      | 1/99             | 0/30             |

### Cámara de Senadores
| Senador            | Partido          | Sector        |
| ------------------ | ---------------- | ------------- |
| Javier García      | Partido Nacional | Alianza País  |
| Sergio Botana      | Partido Nacional | Alianza País  |
| Carlos Camy        | Partido Nacional | Alianza País  |
| Sebastián da Silva | Partido Nacional | Alianza País  |
| Martín Lema        | Partido Nacional | Aire Fresco   |
| Álvaro Delgado     | Partido Nacional | Aire Fresco   |
| Graciela Bianchi   | Partido Nacional | Aire Fresco   |
| Nicolás Olviera    | Partido Nacional | D Centro      |
| Luis Alberto Heber | Partido Nacional | Herrerismo    |
| Pedro Bordaberry   | Partido Colorado | Vamos Uruguay |
| Tabaré Viera       | Partido Colorado | Vamos Uruguay |
| Andrés Ojeda       | Partido Colorado | Lista 25      |
| Gustavo Zubía      | Partido Colorado | Lista 25      |
| Robert Silva       | Partido Colorado | Crece         |

### Cámara de Representantes
| Diputado               | Partido               | Departamento   |
| ---------------------- | --------------------- | -------------- |
| Emiliano Soravilla     | Partido Nacional      | Artigas        |
| Amin Niffouri          | Partido Nacional      | Canelones      |
| Juan Pablo Delgado     | Partido Nacional      | Canelones      |
| Sebastián Andújar      | Partido Nacional      | Canelones      |
| Álvaro Dastugue        | Partido Nacional      | Canelones      |
| Richard Charamelo      | Partido Nacional      | Canelones      |
| Graciela Echenique     | Partido Nacional      | Cerro Largo    |
| Mario Colman           | Partido Nacional      | Colonia        |
| Domingo Rielli         | Partido Nacional      | Durazno        |
| Andrés Grezzi          | Partido Nacional      | Flores         |
| Álvaro Rodríguez       | Partido Nacional      | Florida        |
| Adriana Peña           | Partido Nacional      | Lavalleja      |
| Diego Echeverría       | Partido Nacional      | Maldonado      |
| Rodrigo Blás           | Partido Nacional      | Maldonado      |
| Rodrigo Goñi           | Partido Nacional      | Montevideo     |
| Gabriel Gianoli        | Partido Nacional      | Montevideo     |
| Fernanda Auersperg     | Partido Nacional      | Montevideo     |
| José Luis Satdjian     | Partido Nacional      | Montevideo     |
| Pedro Jisdonian        | Partido Nacional      | Montevideo     |
| Juan Martín Rodríguez  | Partido Nacional      | Montevideo     |
| Pablo Abdala           | Partido Nacional      | Montevideo     |
| Juan José Olaizola     | Partido Nacional      | Montevideo     |
| Fermín Farinha         | Partido Nacional      | Paysandú       |
| Mercedes Long          | Partido Nacional      | Río Negro      |
| Gerardo Amarilla       | Partido Nacional      | Rivera         |
| Alejo Umpiérrez        | Partido Nacional      | Rocha          |
| Carlos Albisu          | Partido Nacional      | Salto          |
| Sergio Valverde        | Partido Nacional      | San José       |
| María Fajardo          | Partido Nacional      | Soriano        |
| Alfredo de Mattos      | Partido Nacional      | Tacuarembó     |
| Mónica Pereira         | Partido Nacional      | Treinta y Tres |
| Walter Cervini         | Partido Colorado      | Canelones      |
| Paula de Armas         | Partido Colorado      | Canelones      |
| Matías Duque           | Partido Colorado      | Canelones      |
| Nibia Reisch           | Partido Colorado      | Colonia        |
| Gabriel Gurméndez      | Partido Colorado      | Maldonado      |
| Carlos Rydström        | Partido Colorado      | Montevideo     |
| Adrián Juri            | Partido Colorado      | Montevideo     |
| Elianne Castro         | Partido Colorado      | Montevideo     |
| Felipe Schipani        | Partido Colorado      | Montevideo     |
| Juan Martín Jorge      | Partido Colorado      | Montevideo     |
| Walter Verri           | Partido Colorado      | Paysandú       |
| Marne Osorio           | Partido Colorado      | Rivera         |
| Martí Molins           | Partido Colorado      | Rivera         |
| Horacio de Brum        | Partido Colorado      | Salto          |
| Mauricio Viera         | Partido Colorado      | San José       |
| Maximiliano Campo      | Partido Colorado      | Tacuarembó     |
| Silvana Pérez Bonavita | Cabildo Abierto       | Montevideo     |
| Álvaro Perrone         | Cabildo Abierto       | Canelones      |
| Gerardo Soteldo        | Partido Independiente | Montevideo     |